# Polow da Don
Polow da Don (* 1978 in Atlanta, Georgia; bürgerlich Polow-Freache Jamal Fincher Jones) ist ein US-amerikanischer Musikproduzent und Rapper. Seine Mutter ist Japanerin.

## Leben
Nachdem er sein Studium am Morehouse College in Atlanta abgebrochen hatte, begann Polow da Don seine Musikkarriere in der Rapgruppe Jim Crow, die durch seinen Kontakt zum Produzenten Lil Jon 1997 einen Plattenvertrag bei Epic Records ergatterte. 1999 veröffentlichten sie ihr erstes Album Crow’s Nest, nach dem Epic allerdings die Zusammenarbeit beendete. Polow arbeitete bereits damals eng mit den Produzenten der Gruppe zusammen und begann 2001 erstmals eigene Beats zu produzieren. Als die Gruppe nach einem weiteren Album 2003 erneut ihren Plattenvertrag verlor, widmete er sich endgültig seiner Solokarriere.
2005 feierte er erstmals größere Erfolge als Produzent der Top-10-Single Pimpin' All Over the World von Ludacris. Mit London Bridge und Glamorous von Fergie sowie Love in This Club von Usher erreichten bisher drei der von Polow produzierten Songs die Spitze der Billboard Charts. In Deutschland konnten sich London Bridge, Buttons der Pussycat Dolls und Love in This Club in den Top Ten der deutschen Singlecharts platzieren. Seit 2007 plant er zudem, ein Soloalbum zu veröffentlichen. Im selben Jahr gründete er als Joint Venture mit Interscope Records und Def Jam sein eigenes Musiklabel Zone 4, bei dem unter anderem Keri Hilson (auch bei Mosley Music Group) und Rich Boy unter Vertrag stehen.
2008 und 2009 erhielt Polow da Don jeweils den BMI Pop Award als Songwriter of the Year.

## Diskografie

### Mit Jim Crow
- 1998: Crow’s Nest
- 2001: Right Quick

### Als Produzent (Singles)
- 2005: Party Starter – Will Smith
- 2005: Pimpin’ All Over the World – Ludacris (feat. Bobby Valentino)
- 2006: London Bridge – Fergie
- 2006: DJ Play a Love Song – Jamie Foxx
- 2006: Buttons – Pussycat Dolls (feat. Snoop Dogg)
- 2006: Runaway Love – Ludacris (feat. Mary J. Blige)
- 2006: Promise – Ciara
- 2006: Blindfold Me – Kelis (feat. Nas)
- 2007: Get Buck – Young Buck
- 2007: Glamorous – Fergie (feat. Ludacris)
- 2007: Like This – Kelly Rowland (feat. Eve)
- 2007: Throw Some D’s – Rich Boy
- 2007: Boy Looka Here – Rich Boy
- 2007: Good Things – Rich Boy (feat. Keri Hilson und Polow da Don)
- 2007: Crying Out for Me – Mario
- 2007: Whatever U Like – Nicole Scherzinger (feat. T.I.)
- 2008: Love in This Club – Usher (feat. Young Jeezy)
- 2008: Party People – Nelly (feat. Fergie)
- 2008: Forever – Chris Brown
- 2008: Hero – Nas (feat. Keri Hilson)
- 2008: Single – New Kids on the Block (feat. Ne-Yo)
- 2008: Turnin’ Me On – Keri Hilson (feat. Lil Wayne)
- 2008: Whatcha Think About That – Pussycat Dolls (feat. Missy Elliott)
- 2009: Never Ever – Ciara (feat. Young Jeezy)
- 2009: Drop – Rich Boy
- 2009: Jai Ho! (You Are My Destiny) – Pussycat Dolls (feat. A. R. Rahman)
- 2009: Patron Tequila – The Paradiso Girls (feat. Lil Jon)
- 2009: Outta Here – Esmée Denters
- 2009: Remember Me – T.I. (feat. Mary J. Blige)
- 2009: Drop It Low – Ester Dean (feat. Chris Brown)
- 2009: Baby by Me – 50 Cent (feat. Ne-Yo)
- 2009: Back to the Crib – Juelz Santana (feat. Chris Brown)
- 2009: Spotlight – Gucci Mane
- 2009: Sex Therapy – Robin Thicke
- 2009: Medicine – Plies (feat. Keri Hilson)
- 2010: Lil Freak – Usher (feat. Nicki Minaj)
- 2010: Not Myself Tonight – Christina Aguilera
- 2010: Already Taken – Trey Songz
- 2011: John – Lil Wayne (feat. Rick Ross)
- 2012: Sweet Love – Chris Brown